# Bihorel
Bihorel là một xã thuộc tỉnh Seine-Maritime trong vùng Normandie miền bắc nước Pháp.

## Huy hiệu
| Arms of Bihorel | The arms of Bihorel are blazoned: Gules, a bend sinister between in chief a beehive and in base 2 leopards Or, and on a chief azure a knight contourny between an archer contourny and 2 soccer players contourny the sinister one with a ball at his foot, Or. |

## Dân số
| Năm | 1962 | 1968 | 1975 | 1982  | 1990 | 1999 | 2006 |
| --- | ---- | ---- | ---- | ----- | ---- | ---- | ---- |
| Dân số | 4072 | 7009 | 9382 | 10121 | 9358 | 9057 | 8664 |
| From the year 1962 on: No double counting—residents of multiple communes (e.g. students and military personnel) are counted only once. |      |      |      |       |      |      |      |

## Thị trấn kết nghĩa
- Uelzen, Đức
- Soar Valley, Anh
- Baix Camp, Tây Ban Nha
- Torgiano, Ý
- Wejherowo, Poland